# نورث امریکن ایکس-۱۰

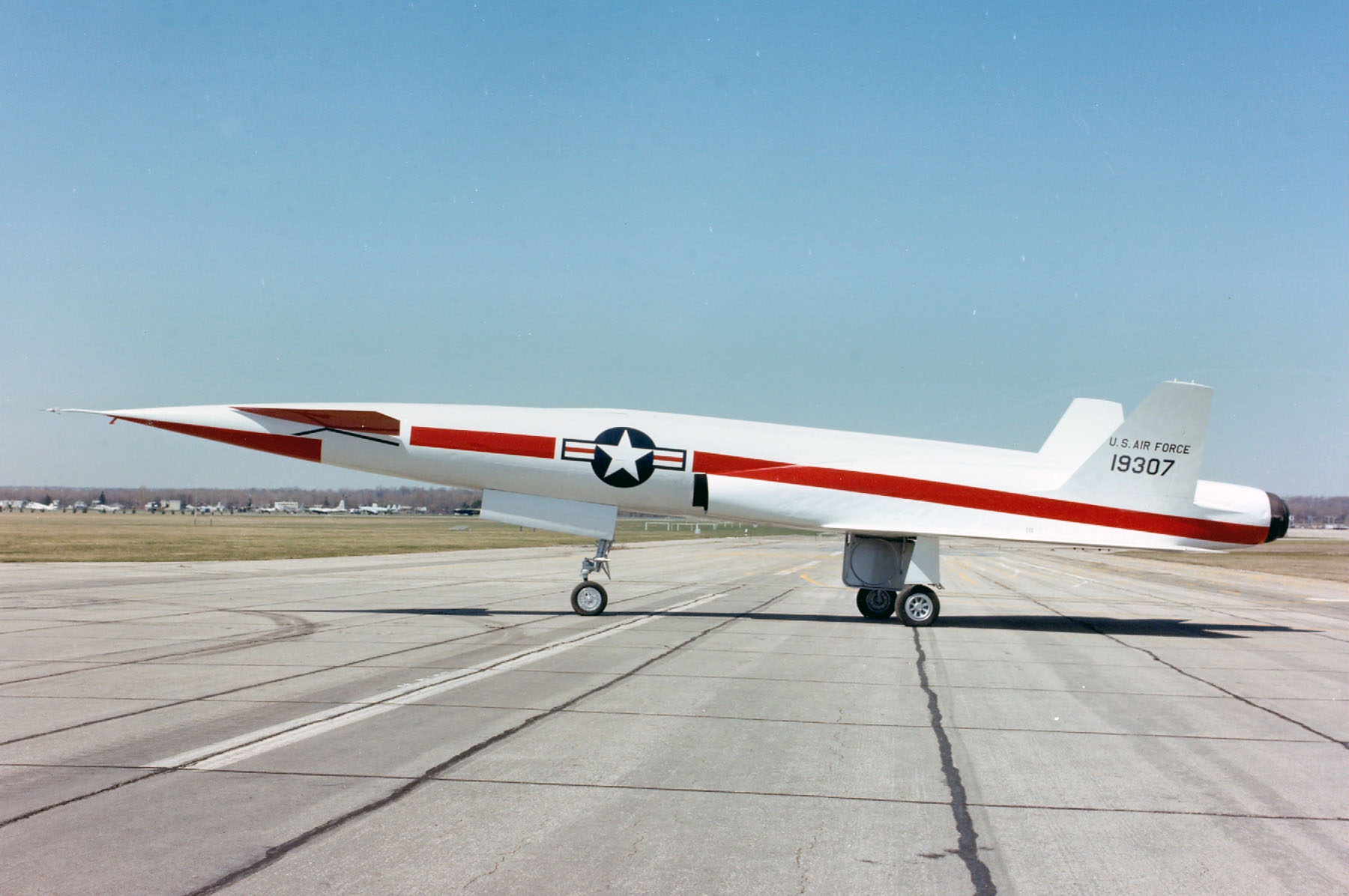
ایکس-۱۰ روی یک باند فرود

نورث امریکن ایکس-۱۰ (به انگلیسی: North American X-10) یک سامانه آزمایشی برای گسترش فناوری‌های پیشرفته موشکی در دهه ۱۹۵۰ بود. ایکس-۱۰ تا حدودی شبیه پروژه بل ایکس-۹ شرایک بود.